# Coelioxys foveolata
Coelioxys foveolata is een vliesvleugelig insect uit de familie Megachilidae. De wetenschappelijke naam van de soort is voor het eerst geldig gepubliceerd in 1854 door Smith.
De diersoort komt voor in Zimbabwe.